# Тосно
Тосно (на руски: Тосно) е град в Русия, административен център на Тосненски район, Ленинградска област. Населението на града към 1 януари 2018 година е 37 509 души.